# Kisraksa
Kisraksa (szlovákul Rakša) község Szlovákiában, a Zsolnai kerületben, a Stubnyafürdői járásban. Turócnádasér tartozik hozzá.

## Fekvése
Turócszentmártontól 27 km-re délre fekszik.

## Története
A község területén ősidők óta élnek emberek, a falutól délre a puhói kultúra településének maradványait tárták fel.
1277-ben „Roxa” néven említik először. 1280-ban Mikcs bán fiaié, majd története során különböző nemesi családok birtoka. 1503-ban két faluból: Felső- és Alsóraksából állott. 1714-ben az egész falu leégett. 1785-ben 32 házában 222 lakos élt.
A 18. század végén Vályi András így ír róla: „RAKSA. Tót falu Túrócz Vármegyében, földes Urai több Uraságok, lakosai katolikusok, és többen evangelikusok, fekszik Mosóczhoz fél órányira, egy kies vőlgyben, ’s Lotarnicza, és Macsa vizek nedvesítik; kisded tava soha bé nem fagy; erdejében lévő nagy kősziklája Hollókősziklának neveztetik; hajdani erőssége felől lásd Bél Mátyást pag. 344. Hradek név alatt. Határja a’ természetnek szép javaival megáldatott, gyümöltse is elég terem, első osztálybéli.”
1828-ban 36 háza volt 254 lakossal. A 19. század közepéig a Raksánszky család birtoka. Lakói főként mezőgazdasággal foglalkoztak.
Fényes Elek 1851-ben kiadott geográfiai szótárában így ír a faluról: „Raksa, tót falu, Thurócz vmegyében, Mosóczhoz egy fertálynyira: 67 kath., 182 evang. lak., a beszterczebányai országutban. Erdeje, legelője, bőven; gyümölcse is sok. F. u. többen. Ut. p. Rudnó.”
A trianoni diktátumig Turóc vármegye Stubnyafürdői járásához tartozott.

## Népessége
| Év:            | 1994. | 2004.  | 2014.   | 2024.   |
| -------------- | ----- | ------ | ------- | ------- |
| Emberek száma: | 200   | 219    | 222     | 219     |
| Eltérés:       |       | +9,5 % | +1,36 % | -1,35 % |

| Év:            | 2023. | 2024.   |
| -------------- | ----- | ------- |
| Emberek száma: | 215   | 219     |
| Eltérés:       |       | +1,86 % |

1910-ben 167, túlnyomórészt szlovák lakosa volt.
2001-ben 207 lakosából 203 szlovák volt.
2011-ben 214 lakosából 206 szlovák.

## Nevezetességei
- 1820-ban épített harangláb

## Híres emberek
- Itt született 1811. szeptember 22-én Michal Miloslav Hodža szlovák költő, a szlovák nemzeti mozgalom egyik harcosa.

## Külső hivatkozások
- Községinfó
- Kisraksa Szlovákia térképén
- Muzeum.sk
- E-obce.sk[halott link]

## Lásd még
- Turócnádasér